# Tomares
Tomares település Spanyolországban, Sevilla tartományban. Tomares Sevilla, San Juan de Aznalfarache, Mairena del Aljarafe, Bormujos, Castilleja de la Cuesta és Camas községekkel határos. Lakosainak száma 25 488 fő (2024).

## Népesség
A település népessége az elmúlt években az alábbi módon változott:
| Lakosok száma | 18 196 | 19 238 | 21 099 | 22 772 | 23 921 | 24 501 | 25 042 | 25 359 | 25 341 | 25 488 |
|               | 2001   | 2004   | 2007   | 2009   | 2012   | 2014   | 2017   | 2019   | 2022   | 2024   |